# Sex Ghost Busters
Sex Ghost Busters ist ein amerikanischer Pornofilm des Regisseurs John Leslie aus dem Jahr 1991. Er gilt als Pornofilm bzw. Hardcore-Komödie aus den 1990er Jahren und beinhaltet Cumshot- und Facial-Szenen.

## Handlung
Zu Beginn des Films erklimmt ein nackter Mann mit erigiertem Penis ein altmodisches, hölzernes Treppenhaus, das unter den Schritten quietscht und knarrt. Der Unbekannte ist der Geist von Captain Jonathan Parker, der durch die geschlossene Tür das Schlafzimmer von Kate und ihrem Mann Stanley betritt.
Parker präsentiert der erwachenden Kate sein erigiertes Glied, die sich zunächst verwirrt nach ihrem schlafenden Ehemann umdreht, bevor sie während eines anzüglichen Dialogs an dem Penis hingebungsvoll Oralverkehr praktiziert. Schließlich kniet Kate auf allen Vieren, Parker dringt von hinten in sie ein und vollzieht mit ihr leidenschaftlich den Geschlechtsverkehr, bringt sie zum Höhepunkt und ejakuliert auf ihren Rücken. In diesem Moment erwacht Stanley und versucht, den Eindringling zur Rede zu stellen, der jedoch einfach verschwindet.
Kate begreift rasch, dass sie nicht Opfer eines intensiven Traums geworden ist, sondern dass sich tatsächlich ein Mann in ihr befriedigt hat. Das Paar ist bestürzt über den Vorfall und nachdem es zunächst einen menschlichen Eindringling vermutet hat, erkennen die Eheleute schließlich, dass es ein Geist gewesen sein muss.
In der Zwischenzeit suchen die Geister von Captain Parker und seinem Bruder Kates Schwester Mandy auf, die sich in einer erotischen Begegnung hemmungslos mit den beiden Geistern vergnügt.
Kate ist entschlossen, die lüsternen Geister loszuwerden, die in ihrem geerbten Haus herumspuken, während Stanley erfolglos die Flucht in ein luxuriöses Hotel vorschlägt und Mandy Gefallen an den Geistern gefunden hat und sie gerne behalten würde.
Das Ehepaar beschließt, die Parapsychologin Dr. Laura Rhodes zu konsultieren. Mandy wartet unterdessen in einer Bar, wo sie an den sexuellen Aktivitäten des Barkeepers mit seiner Freundin teilnimmt.
Offensichtlich ist Dr. Rhodes in der Lage, ihnen zu helfen, denn sie weiß, um wen es sich bei den Geistern handelt und dass sie seit zweihundert Jahren die Frauen in diesem Haus verführt haben. Sie empfiehlt, die Geister mit Sex anzulocken, um sie zu exorzieren, was aber nur mit einer Frau möglich ist, die bereit ist, die Geister zu begleiten und mit ihnen für immer sexuell zu verkehren.
Nach Hause zurückgekehrt bereiten Stanley und Kate die Ankunft von Dr. Rhodes und ihrem Assistenten Andrew vor. Sie werden dabei von Leidenschaft übermannt und geben sich einer leidenschaftlichen sexuellen Begegnung hin.
Um die Geister anzulocken, aber auch, weil sie Gefallen an ihm gefunden hat, wird Mandy mit dem Geisterjäger Andrew intim. Dr. Rhodes gesteht Kate, dass sie schon als Teenagerin mit den Geistern verkehrt hat und nie von ihnen losgekommen ist, worauf die beiden Frauen sich miteinander vergnügen.
Natürlich können die zwei Geister nicht tatenlos zusehen, sondern sie erscheinen und machen sich sofort über die begeistert mitwirkende Dr. Rhodes her, die es mit ihnen treibt, während alle Bewohner des Hauses dabei zusehen. Während die drei zum Höhepunkt kommen, spricht Stanley die Zauberformel aus und die Geister verschwinden gemeinsam mit Dr. Rhodes.
Der Exorzismus war erfolgreich, Mandy und Andrew werden ein Paar und die Geister sind gebannt.
Der Film endet, indem Mandy und Andrew heiraten und in die Flitterwochen fahren, während Kate und Stanley ihr nun geisterfreies Haus genießen.

## Kritiken
Adult Video News (AVN) bewertet diesen Film mit „AAA“ und schreibt: „Any tape that has seven – count ’em, seven – hot sex scenes and a cast this good deserves to score high marks. ‚Laying The Ghost‘ is very erotic. But a problem holds this one back. […] Leslie has elected to overdub any sex scenes involving the ghosts with irritating laughter that totally destroys any mood that could be built up between the participants.“

## Wissenswertes
In der englischen Originalversion sind während der ersten Szene statt der Musik und des Dialogs die Geräusche der Darsteller, der Umgebung und eingespieltes Lachen zu hören.